# Извольский, Николай Александрович (актёр)
Николай Александрович Ливанов (сценический псевдоним — Извольский; 20 ноября 1874, Симбирск — 1949, Москва) — русский и советский театральный актёр. Заслуженный артист РСФСР (1947).

## Биография
Родился 20 ноября 1874 года в городе Симбирске (по другим данным в станице Анненской). Отец его в артисты не отпустил, но он погиб, и Николай Ливанов стал актёром. С 18 лет играл в провинциальных театрах, в том числе в театрах Симбирска, Самары, Вильно, Ростова-на-Дону, Бельцев. С 1905 года — актёр московского Театра Струйского. После революции 1917 года в московских театрах: имени Моссовета, имени Ленинского комсомола.
Скончался в Москве в 1949 году. Похоронен на Ваганьковском кладбище (20 участок).

## Творчество

### Театр МОСПС
- 1936 — «Васса Железнова» М. Горького — Железнов

### Театр имени Ленинского Комсомола
- 1942 — «Васса Железнова» М. Горького — Железнов
- 1946 — «Дни и ночи» по повести К. М. Симонова — полковник Ремезов

### Фильмография
1934 — «Восстание рыбаков» — Дзенек

## Семья
Жена — Надежда Сергеевна Шутинская-Ливанова (1882—1969). 
Дети:
- Борис Николаевич Ливанов (1904—1972) — народный артист СССР, советский актёр и режиссёр МХАТ им. М. Горького. 
  - Внук: Василий Борисович Ливанов (род. 1935) — народный артист РСФСР, советский и российский актёр и режиссёр, писатель и сценарист.
- Ирина Николаевна Ливанова — актриса оперетты.